# 이카타 발전소

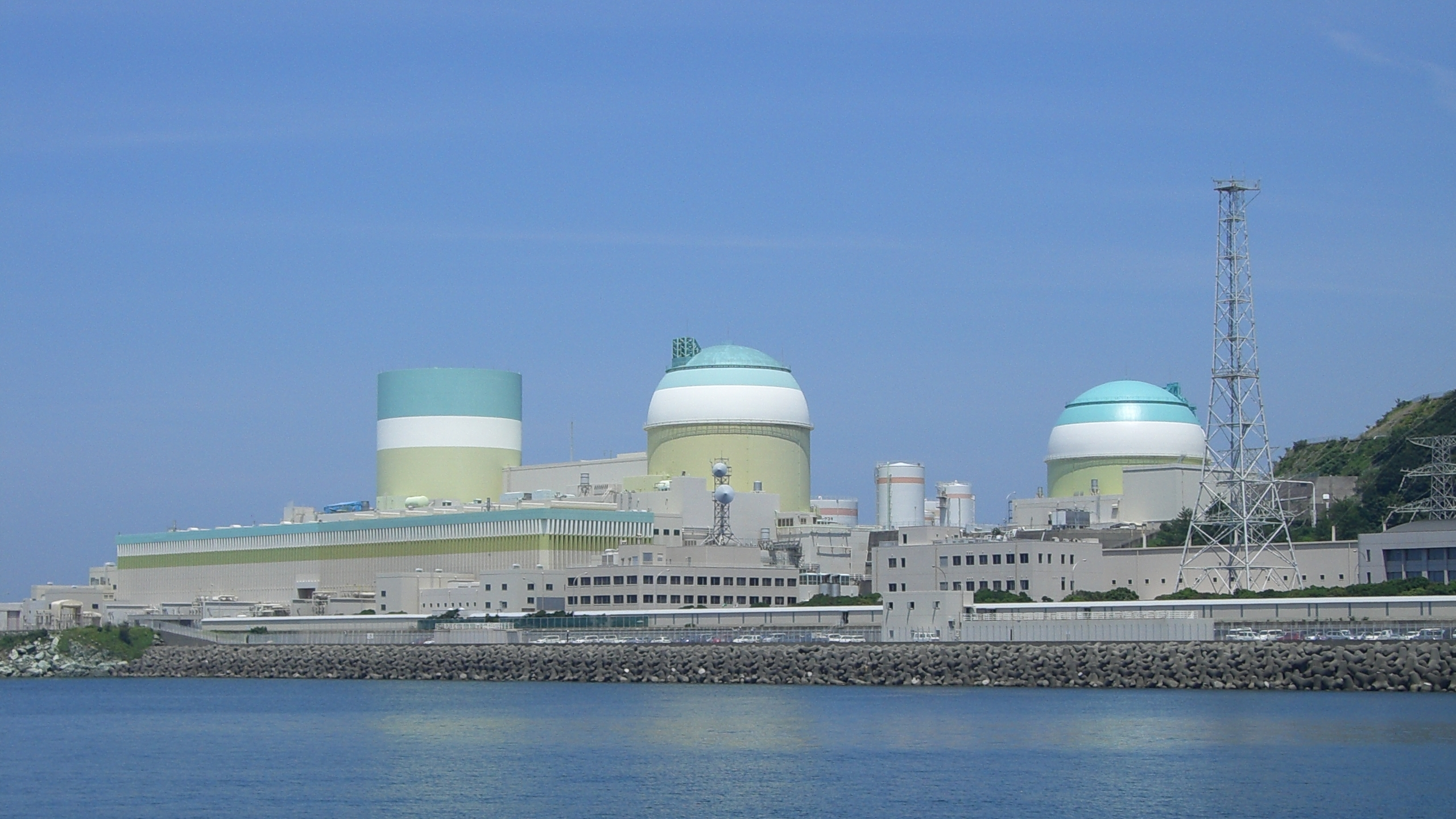
발전소 전경

이카타 발전소(일본어: 伊方発電所, いかたはつでんしょ 이카타 하쓰덴쇼[*])는 일본 에히메현 니시우와군 이카타정에 위치한 시코쿠 전력의 원자력 발전소이다.

## 발전 설비

### 1호기
- 원자로 형식: 가압수형 경수로
- 운전 개시: 1977년 9월 30일
- 정격 전기 출력: 56.6만 킬로와트
- 시공사 : 미쓰비시중공업, 2루프

### 2호기
- 원자로 방식: 가압수형 경수로
- 운전 개시: 1982년 3월 19일
- 정격 전기 출력: 56.6만 킬로와트
- 시공사 : 미쓰비시중공업, 2루프

### 3호기
- 원자로 방식: 가압수형 경수로
- 운전 개시: 1994년 12월 15일
- 정격 전기 출력: 89.0만 킬로와트
- 시공사 : 웨스팅하우스, 미쓰비시중공업, 3루프

## 반대 운동
2010년 1월 18일, 에히메 현의 주민 단체와 현 내 일본공산당, 사민당 등으로 구성된 "이카타 원자력 발전소 플루서멀 계획의 중지를 요구하는 에히메 현민 공동의 모임"(일본어: 伊方原発プルサーマル計画の中止を求める愛媛県民共同の会 이카타 겐바쓰 푸루사마루 케이카쿠노 추시오 모토메루 에히메켄민 쿄도노 카이[*])이 3호기 플루서멀 계획의 중지를 국회 내의 경제산업성 원자력·안전보장원 등에 요청했다. 이들은 계획의 중지와 덥루어, 발전소 주변의 해저에 있는 활단층을 자세히 조사하고, 발전소의 내진 안전성 평가를 다시 할 것을 요구했다.